# Pheidolini
Pheidolini zijn een geslachtengroep van mieren.

## Geslachten
De volgende geslachten worden bij de familie ingedeeld:
- Anisopheidole Forel, 1914
- Aphaenogaster Mayr, 1853
- Chimaeridris Wilson, 1989
- Goniomma Emery, 1895
- Kartidris Bolton, 1991
- †Lonchomyrmex Mayr, 1867
- Lophomyrmex Emery, 1892
- Messor Forel, 1890
- Ocymyrmex Emery, 1886
- Oxyopomyrmex André, 1881
- †Paraphaenogaster Dlussky, 1981
- Pheidole Westwood, 1839